# Misery (Gwen Stefani)
Misery è un singolo della cantante statunitense Gwen Stefani, pubblicato nel 2016 ed estratto dal suo terzo album in studio This Is What the Truth Feels Like.

## Descrizione
La canzone è stata scritta dalla stessa Gwen Stefani insieme a Justin Tranter, Julia Michaels, Mattias Larsson e Robin Fredriksson, con gli ultimi due attivi anche come produttori. Misery è una canzone elettropop, con una composizione allegra è accompagnata da percussioni, che è stata paragonata con il materiale dell'album in studio 2012 dei No Doubt, Push and Shove, di Sarah Grant di Rolling Stone. Come descritto da Dee Lockett dei Vulture, il brano contiene: "alcuni synth, una sfumatura funk, e battiti di mano ben piazzati per mascherare il dolore del testo."
Sebbene la cantautrice affermi che si tratti del racconto di una nuova relazione, probabilmente in riferimento al rapporto con Blake Shelton, Nicki Gostin del New York Daily News ha messo in discussione l'argomento della canzone, affermando che "non è chiaro di chi stia parlando - dell'ex Gavin Rossdale o del nuovo amoreShelton." Leoni Cooper della NME ha dichiarato che Misery ha "una visione delle percussioni futuristica", e "cattura gli alti e bassi dell'essere interdetto dall'amore, usando la metafora che "un amore è irresistibile come la droga".

## Accoglienza
Il brano è stato generalmente accolto positivamente dalla critica internazionale. Thomas Hall del The Japan Times ha descritto Misery come "il tipo di hit che potrebbe fornire a Stefani il suo successo ritorno nel'industria musicale".Slant Magazine ha definito il brano un "evento di spicco" nell'album, e Emily Blake di Mashable concorda, affermando che il brano sfida l'ascoltatore a "cercare di non farsi prendere all'amo dalla forza del testo".
Daniel Kreps diRolling Stone ha applaudito il testo della canzone per essere "coinvolgente" e "accattivante". Riguardo allo stesso argomento, Lucas Villa di AXS ha elogiato Stefani: "continuare la sua vena di solide melodie pop trasformando il testo del suo confessionale in deliziosi ganci a cui appoggiarsi". Tuttavia, Amanda Bell di MTV News è rimasta confusa dal significato del testo, trovandolo meno "diretto" del testo del suo precedente singolo Make Me like You.
Un gruppo di critici di PopMatters ha recensito Misery non un totale fallimento, ma la sua formulaica effervescenza da diva-pop fa poco per convincere che al mainstream della musica attuale. Chris Conaton della pubblicazione ha apprezzato il singolo e il suo effetto corale, ma allo stesso tempo a Chris Ingalls non è piaciuto il fatto che la cantautrice "non ha aperto nuovi orizzonti". Ingalls, tuttavia, si è congratulato con lui per essere una "canzone pop/dance ben prodotta".
Scrivendo per Entertainment Weekly, Leah Greenblatt ha soprannominato il singolo come un "brano travestito, quasi un ammonimento all'amore". Ha anche apprezzato il fatto che fosse pronto per essere suonato e cantato nei club internazionali. Il brano viene successivamente inserito dalla rivista al 26º posto dei migliori album del 2016.

## Tracce
1. Misery – 3:26

## Video
Il videoclip della canzone è stato diretto da Sophie Muller, frequente collaboratrice dell'artista.

## Classifiche
| Classifica (2016)              | Posizione massima |
| ------------------------------ | ----------------- |
| Australia                      | 74                |
| Canada                         | 42                |
| Francia                        | 127               |
| Scozia                         | 72                |
| Regno Unito                    | 171               |
| Stati Uniti Adult Contemporary | 34                |